# Сорокин, Олег Михайлович (хоккеист)
Олег Михайлович Сорокин (14 октября 1927 — 16 января 2020) — советский хоккеист, защитник и нападающий, мастер спорта СССР. Выступал за челябинские хоккейные клубы «Дзержинец»/«Авангард», «Металлург» и «Буревестник», а также СК имени Свердлова (Пермь) и «Спартак» (Омск).

## Биография
Олег Сорокин родился 14 октября 1927 года в Ленинграде. Его отец, Михаил Сорокин, был деревомодельщиком, а также известным игроком в городки — чемпионом Ленинграда 1936 года и бронзовым призёром чемпионата СССР 1938 года, а впоследствии также и трёхкратным чемпионом СССР. Летом 1941 года, после начала Великой Отечественной войны, Олег Сорокин с группой детей был эвакуирован в Ярославскую область. Его родители были эвакуированы из блокадного Ленинграда в Челябинск зимой 1941/42 годов, там они воссоединились с сыном. Олег Сорокин поступил в ремесленное училище, где получил профессию электрика. Когда советские войска освободили Донбасс, он поехал в Ворошиловград (ныне Луганск), чтобы восстанавливать электростанцию. В 1947 году Сорокин вернулся в Челябинск, работал на Челябинском тракторном заводе. Там же начал играть в хоккей с мячом, выступал за команду кузнечного цеха № 2, а затем — цеха топливной аппаратуры (ЦТА). По словам самого Сорокина, «зимой мы играли в хоккей, а летом работали».
В конце 1949 года Олег Сорокин начал играть в хоккей с шайбой за основную челябинскую команду — «Дзержинец», выступавшую в высшем дивизионе чемпионата СССР. В сезоне 1949/50 годов играл в нападении, в тройке с Николаем Ахманаевым и Александром Пономарёвым. Первую шайбу в ворота соперников Сорокин забросил 24 января 1950 года в Таллине, в матче против местного «Динамо». Начиная с сезона 1950/51 годов играл в защите, в паре с Борисом Семёновым. За «Дзержинец» (в 1953 году переименованный в «Авангард») Сорокин играл до 1956 года, провёл около 121 матча, забросил 9 шайб.
В 1956—1957 годах Олег Сорокин выступал за челябинские команды «Металлург» и «Буревестник». Затем переехал в Пермь, где в 1957—1958 годах выступал за СК имени Свердлова. В том же клубе играл его давний партнёр — Борис Семёнов. По воспоминаниям самого Сорокина, в Перми он не поладил с тренером, и тот его отчислил.
После этого, в 1958—1960 годах, Сорокин выступал за «Спартак» (Омск). В сезоне 1958/59 годов омская команда заняла 1-е место во 2-й группе класса «Б», а затем победила в финальном турнире среди лучших команд класса «Б» и вышла в высший дивизион, также завоевав звание чемпиона РСФСР 1959 года. В сезоне 1959/60 годов омский «Спартак» выступал в высшем дивизионе (класс «А») и занял там 16-е место из 18. Вместе с Сорокиным в омской команде играли ещё несколько хоккеистов из Челябинска — Рудольф Документов, Альберт Данилов, Николай Кокшаров и Владимир Мурашов. В составе омского «Спартака» Сорокин провёл около 60 матчей и забросил две шайбы.
В 1960 году Олег Сорокин вернулся в Челябинск, где до 1962 года выступал за команду «Металлург». После окончания игровой спортивной карьеры Сорокин работал слесарем-инструментальщиком механического цеха № 2 Челябинского тракторного завода, за свою жизнь он проработал на ЧТЗ 37 лет. Уже в зрелом возрасте, в 1967 году, Сорокин стал мастером спорта СССР по городкам — мастерский норматив был выполнен им на соревнованиях в Георгиевске (Ставропольский край).
До конца своей жизни Сорокин поддерживал связь с челябинским хоккеем. 18 ноября 2017 года состоялся товарищеский матч ветеранов челябинского «Трактора», посвящённый юбилейным датам трёх бывших игроков — 90-летию Олега Сорокина, 70-летию Валерия Пономарёва и 65-летию Сергея Григоркина. 27 декабря 2019 года Олег Сорокин произвёл символическое вбрасывание шайбы перед игрой «Трактора» с московским «Спартаком».
Олег Сорокин скончался 16 января 2020 года в Челябинске.

## Достижения
- Чемпион РСФСР, в составе команды «Спартак» (Омск) — 1959[10][11].